# Кудряшов Валерій Валерійович
Кудряшов Валерій Валерійович — український яхтсмен.  Він брав участь у літніх Олімпійських іграх 2012 року у класі Лазер серед чоловіків.